# Kor Kor Zār
Kor Kor Zār (persiska: كر كر زار) är en ort i Iran.   Den ligger i provinsen Kohgiluyeh och Buyer Ahmad, i den centrala delen av landet, 500 km söder om huvudstaden Teheran. Kor Kor Zār ligger 1 665 meter över havet och antalet invånare är 144.
Terrängen runt Kor Kor Zār är huvudsakligen kuperad. Kor Kor Zār ligger nere i en dal. Runt Kor Kor Zār är det ganska tätbefolkat, med 75 invånare per kvadratkilometer. Närmaste större samhälle är Sīsakht, 17,9 km nordost om Kor Kor Zār. Omgivningarna runt Kor Kor Zār är i huvudsak ett öppet busklandskap.